# Joris Kayembe
Joris Kayembe-Ditu (Bruxelles, 8 agosto 1994) è un calciatore belga naturalizzato congolese (Repubblica Democratica del Congo), difensore o centrocampista del Genk e della nazionale della Repubblica Democratica del Congo.

## Caratteristiche tecniche
Ala sinistra, può giocare anche come esterno di centrocampo o terzino sulla fascia sinistra.

## Carriera

### Club
Il 2 settembre 2013 il Porto lo preleva dalle giovanili dello Standard Liegi per un complessivo di circa € 2,62 milioni, inserendolo nelle giovanili del club.

### Nazionale
Ha giocato sia nella nazionale maggiore belga che in quella congolese (oltre che nelle nazionali giovanili belghe).

## Statistiche

### Presenze e reti nei club
Statistiche aggiornate al 15 gennaio 2025.
| Stagione         | Squadra          | Campionato       | Campionato | Campionato | Coppe nazionali | Coppe nazionali | Coppe nazionali | Coppe continentali | Coppe continentali | Coppe continentali | Altre coppe | Altre coppe | Altre coppe | Totale | Totale |
| Stagione         | Squadra          | Comp             | Pres       | Reti       | Comp            | Pres            | Reti            | Comp               | Pres               | Reti               | Comp        | Pres        | Reti        | Pres   | Reti   |
| ---------------- | ---------------- | ---------------- | ---------- | ---------- | --------------- | --------------- | --------------- | ------------------ | ------------------ | ------------------ | ----------- | ----------- | ----------- | ------ | ------ |
| 2013-2014        | Porto B          | SL               | 26         | 2          | -               | -               | -               | -                  | -                  | -                  | -           | -           | -           | 26     | 2      |
| 2013-2014        | Porto            | PL               | 1          | 0          | CP+CdL          | 0               | 0               | UCL+UEL            | -                  | -                  | -           | -           | -           | 1      | 0      |
| 2014-gen. 2015   | Porto B          | SL               | 19         | 1          | -               | -               | -               | -                  | -                  | -                  | -           | -           | -           | 19     | 1      |
| gen.-giu. 2015   | Arouca           | PL               | 15         | 1          | CP+CdL          | -               | -               | -                  | -                  | -                  | -           | -           | -           | 15     | 1      |
| 2015-2016        | Rio Ave          | PL               | 26         | 2          | CP+CdL          | 4+3             | 1+1             | -                  | -                  | -                  | -           | -           | -           | 33     | 4      |
| 2016-2017        | Porto B          | SL               | 28         | 6          | -               | -               | -               | -                  | -                  | -                  | -           | -           | -           | 28     | 6      |
| Totale Porto B   | Totale Porto B   | Totale Porto B   | 73         | 9          |                 | -               | -               |                    | -                  | -                  |             | -           | -           | 73     | 9      |
| 2017-2018        | Nantes           | L1               | 3          | 0          | CF+CdL          | 0               | 0               | -                  | -                  | -                  | -           | -           | -           | 3      | 0      |
| 2018-2019        | Nantes 2         | N2               | 2          | 0          | -               | -               | -               | -                  | -                  | -                  | -           | -           | -           | 2      | 0      |
| 2019-gen. 2020   | Nantes 2         | N2               | 3          | 0          | -               | -               | -               | -                  | -                  | -                  | -           | -           | -           | 3      | 0      |
| Totale Nantes 2  | Totale Nantes 2  | Totale Nantes 2  | 5          | 0          |                 | -               | -               |                    | -                  | -                  |             | -           | -           | 5      | 0      |
| gen.-giu. 2020   | Charleroi        | D1               | 8          | 0          | CB              | -               | -               | -                  | -                  | -                  | -           | -           | -           | 8      | 0      |
| 2020-2021        | Charleroi        | D1               | 34         | 1          | CB              | 2               | 0               | UEL                | 2                  | 0                  | -           | -           | -           | 38     | 1      |
| 2021-2022        | Charleroi        | D1               | 39         | 1          | CB              | -               | -               | -                  | -                  | -                  | -           | -           | -           | 39     | 1      |
| 2022-2023        | Charleroi        | D1               | 30         | 1          | CB              | 1               | 0               | -                  | -                  | -                  | -           | -           | -           | 31     | 1      |
| Totale Charleroi | Totale Charleroi | Totale Charleroi | 111        | 3          |                 | 3               | 0               |                    | 2                  | 0                  |             | -           | -           | 116    | 3      |
| 2023-2024        | Genk             | PL               | 26         | 1          | CB              | 2               | 0               | UCL+UEL+UECL       | 2+2+4              | 0+0+1              | -           | -           | -           | 36     | 2      |
| 2024-2025        | Genk             | PL               | 21         | 0          | CB              | 3               | 0               | -                  | -                  | -                  | -           | -           | -           | 24     | 0      |
| Totale Genk      | Totale Genk      | Totale Genk      | 47         | 1          |                 | 5               | 0               |                    | 8                  | 1                  |             | -           | -           | 60     | 2      |
| Totale carriera  | Totale carriera  | Totale carriera  | 281        | 16         |                 | 15              | 2               |                    | 10                 | 1                  |             | -           | -           | 306    | 19     |

### Cronologia presenze e reti in nazionale
| Cronologia completa delle presenze e delle reti in nazionale ― RD del Congo | Cronologia completa delle presenze e delle reti in nazionale ― RD del Congo | Cronologia completa delle presenze e delle reti in nazionale ― RD del Congo | Cronologia completa delle presenze e delle reti in nazionale ― RD del Congo | Cronologia completa delle presenze e delle reti in nazionale ― RD del Congo | Cronologia completa delle presenze e delle reti in nazionale ― RD del Congo | Cronologia completa delle presenze e delle reti in nazionale ― RD del Congo | Cronologia completa delle presenze e delle reti in nazionale ― RD del Congo |
| Data                                                                        | Città                                                                       | In casa                                                                     | Risultato                                                                   | Ospiti                                                                      | Competizione                                                                | Reti                                                                        | Note                                                                        |
| --------------------------------------------------------------------------- | --------------------------------------------------------------------------- | --------------------------------------------------------------------------- | --------------------------------------------------------------------------- | --------------------------------------------------------------------------- | --------------------------------------------------------------------------- | --------------------------------------------------------------------------- | --------------------------------------------------------------------------- |
| 12-9-2023                                                                   | Durban                                                                      | Sudafrica                                                                   | 1 – 0                                                                       | RD del Congo                                                                | Amichevole                                                                  | -                                                                           |                                                                             |
| 15-11-2023                                                                  | Kinshasa                                                                    | RD del Congo                                                                | 2 – 0                                                                       | Mauritania                                                                  | Qual. Mondiali 2026                                                         | -                                                                           |                                                                             |
| 19-11-2023                                                                  | Bengasi                                                                     | Sudan                                                                       | 1 – 0                                                                       | RD del Congo                                                                | Qual. Mondiali 2026                                                         | -                                                                           |                                                                             |
| 6-1-2024                                                                    | Dubai                                                                       | RD del Congo                                                                | 0 – 0                                                                       | Angola                                                                      | Amichevole                                                                  | -                                                                           | 86’                                                                         |
| 2-2-2024                                                                    | Abidjan                                                                     | RD del Congo                                                                | 3 – 1                                                                       | Guinea                                                                      | Coppa d'Africa 2023 - Quarti di finale                                      | 1                                                                           | 84’                                                                         |
| 10-2-2024                                                                   | Abidjan                                                                     | Sudafrica                                                                   | 0 – 0 (6 – 5 dtr)                                                           | RD del Congo                                                                | Coppa d'Africa 2023 - Finale 3º posto                                       | -                                                                           |                                                                             |
| 6-6-2024                                                                    | Diamniadio                                                                  | Senegal                                                                     | 1 – 1                                                                       | RD del Congo                                                                | Qual. Mondiali 2026                                                         | -                                                                           | 84’                                                                         |
| 9-6-2024                                                                    | Kinshasa                                                                    | RD del Congo                                                                | 1 – 0                                                                       | Togo                                                                        | Qual. Mondiali 2026                                                         | -                                                                           | 95’                                                                         |
| 6-9-2024                                                                    | Kinshasa                                                                    | RD del Congo                                                                | 1 – 0                                                                       | Guinea                                                                      | Qual. Coppa d'Africa 2025                                                   | -                                                                           | 91’                                                                         |
| 9-9-2024                                                                    | Dar-es-Salaam                                                               | Etiopia                                                                     | 0 – 2                                                                       | RD del Congo                                                                | Qual. Coppa d'Africa 2025                                                   | -                                                                           |                                                                             |
| 10-10-2024                                                                  | Kinshasa                                                                    | RD del Congo                                                                | 1 – 0                                                                       | Tanzania                                                                    | Qual. Coppa d'Africa 2025                                                   | -                                                                           | 93’                                                                         |
| 16-11-2024                                                                  | Abidjan                                                                     | Guinea                                                                      | 1 – 0                                                                       | RD del Congo                                                                | Qual. Coppa d'Africa 2025                                                   | -                                                                           | 60’ 80’                                                                     |
| 19-11-2024                                                                  | Kinshasa                                                                    | RD del Congo                                                                | 1 – 2                                                                       | Etiopia                                                                     | Qual. Coppa d'Africa 2025                                                   | -                                                                           |                                                                             |
| 25-3-2025                                                                   | Nouakchott                                                                  | Mauritania                                                                  | 0 – 2                                                                       | RD del Congo                                                                | Qual. Mondiali 2026                                                         | -                                                                           |                                                                             |
| 8-6-2025                                                                    | Orléans                                                                     | RD del Congo                                                                | 3 – 1                                                                       | Madagascar                                                                  | Amichevole                                                                  | -                                                                           | 21’                                                                         |
| Totale                                                                      |                                                                             | Presenze                                                                    | 15                                                                          |                                                                             | Reti                                                                        | 0                                                                           |                                                                             |